# 近藤沙瑛子
近藤 沙瑛子（こんどう さえこ、1997年〈平成9年〉7月1日 - ）は、日本の女性アイドル。アイドルグループ・＃ババババンビのメンバー、FES☆TIVEの元メンバー。熊本県出身。ゼロイチファミリア所属。

## 経歴

### 下積み時代 - FES☆TIVEへ
2013年、前年に立ち上げられた熊本のアイドルプロジェクト『SENSE』（後に『Airy☆SENSE』）の第2期研究生に選ばれ、同年4月30日に熊本市健軍文化ホールで行われた同プロジェクトの一周年記念公演で初お披露目したが、同年8月に活動辞退。その後2014年、『第7回K-NEXTアイドルオーディション』に合格し、2015年2月22日に天神ビブレホールで行われた「photograph」のコンサート『EZ DO DANCE　vol.1 〜ROAD to ZEPP〜』においてK-NEXT第6期生のうちの一人として初お披露目。「宇崎さえこ」の芸名でphotographのサポートメンバーを務めたが、同年11月8日をもってphotographは活動停止となった。
2017年、『ミスiD2018』ファイナリストに進出するも、受賞はならず。翌2018年4月1日、RIZEプロダクション所属のアイドルグループ・FES☆TIVEに加入。同3月25日で卒業した鈴木みつきから、担当カラーの「緑」を引き継いだ。同年5月23日、FES☆TIVEメンバーとしての初参加シングルとなる「大和撫子サンライズ」をリリース。以後シングル5作参加等の実績を残したが、2020年9月22日、ゼロイチファミリアへの移籍を理由にFES☆TIVEからの卒業を発表。同年11月14日に品川インターシティホールで卒業公演を行いFES☆TIVEメンバーとしての活動を終えた。

### ＃ババババンビ時代
2021年2月25日、前年に結成されたゼロイチファミリア初のアイドルグループ・＃ババババンビへの加入が発表され、同年3月15日にTSUTAYA O-WESTで開催された『Road to 327「＃子鹿物語」ブルブル震えナイト!』において＃ババババンビメンバーとして初ステージを飾る。＃ババババンビの担当カラーは紫である。同年、ミスiD2021に再応募し、「アメイジング ミスiD2021」を受賞した。
2023年2月、ロアッソ熊本応援アンバサダー就任。同年9月27日、＃ババババンビとしてのメジャーデビューシングル「ゲイシャフジヤマ」をキングレコードからリリース。2024年3月14日、＃ババババンビとして日本武道館でコンサートを行い、FES☆TIVE時代に果たせなかった“武道館のステージに立つ”という夢をかなえた。
2025年1月22日、自身初のソロ写真集「One」をKADOKAWAから発売。
2025年8月19日、喉の手術を行ったことを報告。以前から喉の違和感を感じ、医師と相談しながら経過観察を行っていたが、担当医師から手術を勧められ、協議の上、8月13日の「NEO KASSEN2025」出演後に手術を行うことになった。体調を見ながらライブやイベントには引き続き出演していく予定であるが、喉への負担を考慮し、一部パフォーマンス内容を調整する、としている。

## 人物
- 中学2年の時に乃木坂46の第1期生オーディションを受けたが落選[6]。本人曰く「親が厳しくてなかなか上京してもらえなかった」と述べており[14]、九州地方で下積み活動した後にFES☆TIVEメンバーとして全国的な活動を始めた。先述のFES☆TIVE卒業公演では、乃木坂46の「失いたくないから」をソロで歌唱している[12]。
- 2019年12月6日のTwitterで、実は「胸がある」ことを下着画像を添えてtweet。今までシンデレラバストと思われていた胸が巨乳であることが明らかになった[22]。
- ＃ババババンビの元メンバー・吉沢朱音とは誕生日が1日違い[注 2]である。

## 作品

### 写真集
- One（2025年1月22日、KADOKAWA、撮影：前康輔）ISBN 978-4040754666[20][23]

### デジタル写真集
- 近藤沙瑛子 (FES☆TIVE)（2018年7月1日、インプレス［TOKYO IDOL NET］）
- 実は私って・・・（2022年7月4日、集英社［週プレ PHOTO BOOK］、撮影：カノウリョウマ）[24]
- Sweet Time（2022年7月19日、双葉社［漫画アクションデジタル写真集］、撮影：鈴木ゴータ）[25]
- もっこす（2022年10月31日、集英社［週プレ PHOTO BOOK］、撮影：Takeo Dec.、大藪達也）[26]
- すみれが咲いた。（2023年3月17日、双葉社［EX大衆デジタル写真集］、撮影：門嶋淳矢）[27]
- ふたりあそび（2023年5月12日、主婦の友社［STRiKE! DIGITAL PHOTOBOOK 028］、撮影：カノウリョウマ）共演：小鳥遊るい[28]
- わがままな視線（2023年6月20日、白夜書房［BRODYデジタル写真集］、撮影：高橋慶佑）[29]
- 夏の扉を開いたあの日の教室で（2024年7月1日、集英社［週プレ PHOTO BOOK］、撮影：桑島智輝）[30]
- ふたりあそび（2024年10月4日、主婦の友社［STRiKE! DIGITAL PHOTOBOOK 060］、撮影：横山マサト）[31]